# دیوید فیلیپ (بازیکن فوتبال)
دیوید فیلیپ (انگلیسی: David Philipp؛ زادهٔ ۱۰ آوریل ۲۰۰۰) بازیکن فوتبال اهل آلمان است.
وی همچنین در تیم‌های ملی فوتبال جوانان آلمان، و جوانان آلمان، بازی کرده‌است.